# Рыбакова, Галина Илларионовна
Галина Илларионовна Рыбакова (19 февраля 1939 — 19 апреля 2018) — бригадир овощеводческой бригады совхоза «Заокский» Серпуховского района Московской области, Герой Социалистического Труда (1966).

## Биография
Родилась 19 февраля 1939 года в деревне Веселый Невесельского сельсовета Всходского района Смоленской области.
Окончила семилетнюю школу и Битцевский сельскохозяйственный техникум (1957).
Работала в колхозе «Заокский» (до 1960 назывался «Призыв») Серпуховского района Московской области: агроном, с весны 1960 г. бригадир овощеводческой бригады.
В 1965 году урожайность овощей в её бригаде составила 600 ц/га.
Указом Президиума Верховного Совета СССР от 30 апреля 1966 года (в возрасте 27 лет!) за успехи, достигнутые в производства и заготовок овощей, присвоено звание Героя Социалистического Труда с вручением ордена Ленина и золотой медали «Серп и Молот».
В 1972 году её бригада получила 589 центнеров овощей с одного гектара, в 1973—639, в 1974—708, в 1975—792 ц на площади 210 га.
С 1993 года бригадир АОЗТ «Заокское», после его банкротства в 1999—2008 генеральный директор ООО «Весна».
Депутат Верховного Совета СССР 10-го созыва (1979—1984).
Член КПСС с 1960 г. Делегат XXV съезда КПСС (1976). Член Центральной ревизионной комиссии КПСС (1976—1981).
Лауреат Государственной премии СССР (1975). Награждена орденами Ленина Октябрьской революции (29.08.1986), Трудового Красного Знамени (15.12.1972), медалями.
1999 г. — присвоено звание «Почетный гражданин Серпуховского района» (решение СД СР № 4/29 от 26.05.99г.)
2002 г. — Заслуженный Работник сельского хозяйства Московской области.
2008 г. — Почетный знак «За заслуги перед Серпуховским районом»
1 марта 2019 года в с. Липицы Серпуховского района Московской области состоялось торжественное открытие памятной мемориальной доски Герою Социалистического Труда Рыбаковой Г. И.